# HD 72127
HD 72127，又名CD-44 4462，SAO 219996、HR 3359，是一颗恒星，视星等为4.99，位于銀經262.57，銀緯-3.36，其B1900.0坐标为赤經8h 26m 5.3s，赤緯-44° -3.36′ 25″。